# Ивасаки Ятаро
Ивасаки Ятаро (岩崎 弥太郎 Iwasaki Yatarō) е виден японски финансист и корабен индустриалец. Основател на компанията Мицубиши.
Роден на 9 януари 1835 година в Аки, префектура Кочи в селско семейство, в тежки и размирни времена. Възползвайки се от необикновена възможност, напуска родното си място и заминава за Токио, заедно със своя учител. Започва да се движи в общество на политически активисти, запознава се с много настоящи и бъдещи държавни служители.
Няколко години по-късно основава „Мицубиши Транспортейшън Къмпани“ с която започва да превозва стоки от Япония за Китай и обратно. Започват годините на бързо разрастване на японската икономика и отварянето ѝ към останалия свят, което води от своя страна до бум в транспортните превози, основно по море.
Компанията стъпва здраво в транспортния бизнес, ставайки една от двете най-големи в Япония, когато Ятаро заболява от рак на стомаха и умира на 50-годишна възраст. Делата в компанията ги поема неговият брат, който продължава развитието ѝ, разширявайки бизнеса и в минното производство и банкиране. След смъртта му, синът на Ивасаки Янтаро поема семейният бизнес от своя чичо. Фамилията губи бизнеса си, но фамилията Ивасаки остава в учебниците като пример за бизнес развитие.